# Cherry 2000
Cherry 2000 es una película estadounidense de ciencia ficción de 1987 dirigida por Steve De Jarnatt, escrita por Michael Almereyda y protagonizada por Melanie Griffith y David Andrews. Fue producido por Edward R. Pressman y Caldecot Chubb.

## Argumento
En el año 2017, los Estados Unidos se han fragmentado en diversas ciudades aisladas en un mundo postapocalíptico. Ante la escasez de recursos y una economía ralentizada por la disminución de la producción, todavía se usan equipos y maquinaria del siglo XX reciclados. 
Las relaciones humanas se han burocratizado al máximo, hasta el punto de que cualquier encuentro sexual ha de pasar previamente por un acuerdo entre los abogados de las partes, de tal modo que las relaciones sexuales han disminuido.
Sam (David Andrews) es un ejecutivo millonario, propietario de una "Cherry 2000", un androide sexual y de compañía del que Sam está enamorado, pero sufre un cortocircuito mientras mantiene relaciones con ella. Sam acude al servicio técnico pero le indican que es irreparable y  además ese modelo ya no se fabrica, está descontinuado, porque la empresa fabricante cerró hace algunos años por encontrarse en la "Zona 7", una región altamente peligrosa plagada de maleantes y merodeadores, se convierte en un lugar peligroso y los dueños prefieren cerrar la fábrica. 
Sam decide contratar a la cazarrecompensas Edith "E" Jhonson (Melanie Griffith) para que lo escolte y guíe por aquellos territorios, en busca de un nuevo cuerpo para el disco de memoria de su amada Cherry. Al entrar en la Zona 7, son atacados por un caudillo llamado Lester y sus hombres. Encuentran refugio en unas instalaciones subterráneas, ahora están bajo el control de Jake "Seis dedos", antiguo mentor de Edith.
Los hombres de Lester los encuentran y en el enfrentamiento, Sam cae inconsciente y es capturado. Cuando vuelve en sí descubre ha perdido el disco de memoria para cargarlo en el nuevo robot y Lester trata de persuadirlo para que se una a él pero, en un momento de distracción, aprovecha para escapar. En su huida, se encuentra con Edith y Jake, este último le entrega el disco de memoria y decide quedarse en el lugar para entretener a Lester y sus hombres, mientras Edith y Sam huyen.
Edith y Sam consiguen una avioneta para escapar y ponen rumbo hacia la fábrica abandonada, que resulta ser un casino en las ruinas de la antigua ciudad de Las Vegas. Edith y Sam empiezan a sentirse atraídos, pero Sam sigue enamorado de Cherry y Edith está decidida a encontrar un nuevo modelo para que la muerte de Jake tenga sentido.
Llegan al casino y encuentran un modelo operativo que activan insertándole el disco de memoria, pero justo entonces llegan Lester y su banda. Sam y Edith se las arreglan para eliminar a la mayoría de bandidos y vuelven a la avioneta para escapar, pero no puede despegar con el peso de los tres y Edith salta para escapar por el desierto. Sam maniobra la avioneta para volver y finalmente decide dejar en tierra a Cherry, para poder rescatar a Edith en el último momento y ahora él está enamorado de ella, mientras Lester muere en el desierto.

## Locaciones

Montaje de la ciudad de Comercio

El edificio Citadel ubicado en Commerce, California, apareció en la película. Según señalan los créditos, la película se rodó íntegramente en Nevada. La escena de la camioneta que se hundió en un pozo fue grabada en Three Kids Mine. La secuencia del cruce del río se filmó en la presa Hoover. Las escenas en el Sky Ranch se filmaron en el área de campamento del grupo Beehive en el Parque Estatal Valley of Fire. El primer beso de E y Sam fue filmado en los tramos superiores de Las Vegas Wash. Adobe Flats se filmó en Eldorado Valley Dry Lake Bed. La ciudad de Glory Hole fue filmada en Goldfield, Nevada. Integratron, el edificio en Landers, California, se usó como la "planta de fabricación abandonada" del final de la película. El edificio parecido a una fortaleza que aparece en la película se encuentra en Commerce, California, en la ubicación de una antigua fábrica de neumáticos, que fue renovada y transformada en el Citadel Outlet Mall.

## Estreno
Después de su finalización en diciembre de 1985, Orion Pictures originalmente programó Cherry 2000 para un lanzamiento en Estados Unidos el 15 de agosto de 1986. Algún tiempo después, la fecha se pospuso para marzo de 1987, luego septiembre de 1987. La película finalmente se estrenó en el Festival de Cine Fantasporto en Portugal en febrero de 1988, antes de ser estrenada en cines en Europa, y finalmente en videocasete en Japón y Norteamérica en agosto y noviembre de ese año, respectivamente. La película se proyectó en Canadá por primera vez durante elLost Episode Festival Toronto en agosto de 2017. El productor Edward R. Pressman confesó que la combinación de géneros, estilos y temas de Cherry 2000 dejó perplejos a los promotores de Orion, lo que resultó en su repetida estantería.

## Recepción
La película tiene una calificación de aprobación del 38% en Rotten Tomatoes según 21 reseñas, con un promedio ponderado de 4.24 / 10. El consenso del sitio dice: "Si bien Cherry 2000 tiene un cierto atractivo de bajo presupuesto, es probable que todos, excepto los entusiastas del género más ardientes, encuentren su historia tonta y sus actuaciones desiguales involuntariamente divertidas".